# Bebi Fernández
Bebi Fernández   (València, 1992), també coneguda com a Srta Bebi, és el pseudònim d'una criminòloga valenciana especialitzada en violència de gènere i delinqüència organitzada. És una escriptora i activista feminista molt influent a les xarxes socials.
Es va graduar en criminologia i es va especialitzar en violència de gènere, intervenció criminològica i victimològica i en delinqüència organitzada. El seu perfil de Twitter es va popularitzar el 2013, i des de llavors s'ha convertit, no només en una activista de gran abast, sinó en el referent de tota una generació.
Ha publicat dos poemaris —Amor y Asco i Indomable— escrits durant la seva joventut. També ha publicat Memorias de una salvaje (una biografia amb ja més de 85.000 exemplars venuts) i Reina, que denuncien el tràfic de dones per ser explotades sexualment. Al 2022 va publicar la seva última novela titulada Cuentos afilados en noches extrañas y otras puñaladas on relata contes pedagògics..
Amb l'altaveu que ha aconseguit a través d'Instagram (amb més de mig milió de seguidors) i Twitter (amb més de 700.000 seguidors) s'ha convertit en una de les figures més influents del feminisme espanyol actual, i ha fet palès la normalització d'aquest tipus de violència en contra de les dones.